# Lion Air
Lion Air – indonezyjskie tanie linie lotnicze z siedzibą w Dżakarcie. Obsługują połączenia krajowe oraz do Arabii Saudyjskiej, Chin, Malezji i Singapuru. Głównym hubem jest port lotniczy Dżakarta-Soekarno-Hatta.
Linie te do czerwca 2016 znajdowały się na „czarnej liście” linii lotniczych Unii Europejskiej z zakazem wykonywania lotów do krajów Wspólnoty.
Agencja ratingowa Skytrax przyznała Lion Air 3 gwiazdki.

## Historia
Linia została założona w październiku 1999 i zaczęła obsługiwać połączenia 30 czerwca 2000 przy użyciu samolotów Boeing 737-200 między Dżakartą a Pontianakiem. W liniach były eksploatowane samoloty: 
- Jak-42 (1)
- Boeing 737-200 (2)
- Airbus A310 (2)
- McDonnell Douglas MD-80 (22)
- McDonnell Douglas MD-90 (4)

## Wypadki
13 kwietnia 2013 Boeing 737 linii lotniczych Lion Air wypadł z pasa na lotnisko w Bali. Maszyna zatrzymała się na płytkiej wodzie, wszyscy przeżyli katastrofę Boeinga.
29 października 2018 Boeing 737 MAX linii Lion Air lot 610 wpadł do morza 13 minut po starcie z lotniska w Dżakarcie. Na pokładzie było 189 osób, nikt nie przeżył.

## Flota
Według stanu na maj 2025 flota Lion Air składała się z 99 samolotów o średnim wieku 9,3 lat:
| Samolot           | Samolot | Samolot   | Liczba miejsc | Liczba miejsc | Uwagi            |
| Model             | Aktywne | Zamówione | E             | Łącznie       | Uwagi            |
| ----------------- | ------- | --------- | ------------- | ------------- | ---------------- |
| Airbus A330-300   | 5       | -         | 440           | 440           |                  |
| Airbus A330-900   | 8       | -         | 436           | 436           |                  |
| Airbus A330-900   | 8       | -         | 440           | 440           |                  |
| Boeing 737-800    | 23      | -         | 189           | 189           |                  |
| Boeing 737-900ER  | 59      | -         | 215           | 215           |                  |
| Boeing 737 MAX 9  | 4       | -         | 221           | 221           |                  |
| Boeing 737 MAX 10 | -       | 50        |               |               | Zamówione w 2017 |
| Łącznie           | 99      | 50        |               |               |                  |